# Apogon radcliffei
Apogon radcliffei är en fiskart som först beskrevs av Fowler, 1918.  Apogon radcliffei ingår i släktet Apogon och familjen Apogonidae. Inga underarter finns listade i Catalogue of Life.